# Xiaomi 11
Xiaomi 11T / 11Tpro は、2021年9月に発売された、Xiaomi開発のAndroid搭載スマートフォンである。

## 概要
2021年9月15日の発表会にて発売が公表され、同22日にグローバル版が発売。日本では同年10月21日より予約が開始され、11月5日に発売された。
価格は、11Tが499€/54800円、11T Proの128GBモデルが699€/69800円、256GBモデルが749€/79800円（Xiaomi オンラインストア価格）。

## 仕様

### カラーバリエーション
本体色は「メテオライトグレー」、「ムーンライトホワイト」、「セレスティアルブルー」の3種類が展開されている。

### ディスプレイ
6.67インチフルHD+有機ELディスプレイを搭載。リフレッシュレートは可変式で最大120Hz、タッチサンプリングレートは最大480Hz。

### バッテリー
バッテリー容量はどちらも5000mAhだが、11T Proのみ2500mAhのバッテリーを2つ搭載する形となっている。
本体下部のUSB Type-Cポートで11Tは67Wまで、11T Proは120Wまでの急速充電に対応し、ワイヤレス充電には非対応である。

### 通信方式
Wi-Fi 6、Bluetooth5.2に対応する他、NFC（Felica）にも対応する。SIMカードスロットには2枚のnanoSIMカードを挿入でき、デュアルeSIMにも対応。

## 同梱物
- 67W（11T）/120W（11T Pro）電源アダプター
- USB Type-Cケーブル
- 保護ケース
- クイックスタートガイド
- 保証カード